# 鄉村居民點
鄉村居民點（羅馬化：Posyolok，羅馬化：Pasyolak，羅馬化：kent），又譯鄉村定居點，是俄羅斯、白俄羅斯及哈薩克等后蘇聯國家中农村里的基層行政區單位。
鄉村居民點的地方政府為村委会，而主要官员為村长。